# Conflict and Conquest in the Islamic World
Conflict and Conquest in the Islamic World: A Historical Encyclopedia est une encyclopédie en deux volumes couvrant l'histoire de l'Islam militaire et politique, éditée par Alexander Mikaberidze et publié en 2011.
L'encyclopédie contient plus de 600 entrées provenant de dizaines de contributeurs, ainsi qu'un glossaire, des cartes et des photographies.